# Malie
Malie – miejscowość w Samoa, na wyspie Upolu. Według danych szacunkowych na rok 2016 liczy 2247 mieszkańców.